# (5169) Duffell
(5169) Duffell es un asteroide perteneciente al cinturón de asteroides, descubierto el 6 de septiembre de 1986 por Edward Bowell desde la Estación Anderson Mesa (condado de Coconino, cerca de Flagstaff, Arizona, Estados Unidos).

## Designación y nombre
Designado provisionalmente como 1986 RU2. Fue nombrado Duffell en honor a Stephen Duffell, un buen amigo de hacía bastantes años del descubridor, con motivo de su 50 cumpleaños en noviembre de 1993.

## Características orbitales
Duffell está situado a una distancia media del Sol de 2,260 ua, pudiendo alejarse hasta 2,597 ua y acercarse hasta 1,923 ua. Su excentricidad es 0,149 y la inclinación orbital 2,613 grados. Emplea 1241,06 días en completar una órbita alrededor del Sol.

## Características físicas
La magnitud absoluta de Duffell es 14. Tiene 4 km de diámetro y su albedo se estima en 0,25.